# Aleksandar Belić
Aleksandar Belić  (serbio cirilizado, Александар Белић, Belgrado, Serbia, 1876 –  Belgrado, República Socialista Federal de Yugoslavia, 1960) fue un lingüista serbio y yugoslavo.
Recibió su formación en lenguas eslavas en su ciudad natal y Rusia y obtuvo el título de Doctor en Filosofía en la Universidad de Leipzig en 1900. Ejerció labor docente en la Universidad de Belgrado y fue miembro y presidente durante un largo tiempo de la Academia de las Artes y de las Ciencias de Serbia. Fue el lingüista serbio más importante en la primera mitad del siglo veinte. Sus investigaciones tocaron temas como los estudios de comparatística, dialectología y sintaxis. Escribió Pravopis srpskohrvatskog književnog jezika ("Guía normativa estándar del serbocroata", 1923) basada en un principio fonológico estricto. Contribuyó a la aceptación del acento de Belgrado como estándar del idioma serbio. Siempre defendió la unidad del idioma serbocroata.

## Obra selecta
- Dijalekti istočne i južne Srbije
- Dijalektološka karta srpskog jezika
- Akcentske studije
- O dvojini u slovenskim jezicima
- Galički dijalekt
- O jezičkoj prirodi i jezičkom razvitku (1941)
- Pravopis srpsko-hrvatskog književnog jezika (1923)